# Chaetocneme
Chaetocneme is een geslacht van vlinders van de familie dikkopjes (Hesperiidae), uit de onderfamilie Pyrginae.

## Soorten
- C. antipodes (Guérin-Meneville, 1831)
- C. beata (Hewitson, 1867)
- C. callixenus Hewitson, 1867
- C. critomedia (Guérin-Meneville, 1831)
- C. denitza (Hewitson, 1867)
- C. editus (Plötz, 1885)
- C. helirius (Cramer, 1775)
- C. kumpiana Evans, 1934
- C. lunula (Mabille, 1888)
- C. porphyropis (Meyrick & Lower, 1902)
- C. tenuis (Van Eecke, 1924)
- C. triton (Boisduval, 1932)